# 红山水库 (赤峰)
红山水库位于中国内蒙古自治区赤峰市翁牛特旗和敖汉旗之间，坝址位于翁牛特旗乌敦套海镇红山，地处科尔沁沙地边缘，是以防洪为主，兼有发电、灌溉等功能的大（一）型水库，也是辽河流域最大的水库。设计总库容25.6亿立方米，因多年淤积，现有总库容16.8亿立方米。总灌溉面积225万亩。
红山水库始建于1958年，1960年大坝合龙，1965年竣工，总投资8791万元。1989年至1992年进行除险加固一期工程，2002年6月至2009年5月进行除险加固二期工程，总投资22812.68万元。